# Acherusischer See
Der Acherusische See ist in der griechischen Mythologie jener Ort der Unterwelt, wohin die Seelen Verstorbener gelangen, die „dafür erkannt werden, einen mittelmäßigen Wandel geführt zu haben“.
Platon zufolge behauptete der Volksglaube des antiken Griechenland, dass die Verstorbenen von einem Dämon an einen bestimmten Ort des Hades gebracht würden, um jene zu bestimmen, die „gut und heilig“ gelebt hätten. Solche mit mittelmäßig gut geführtem Lebenswandel würden mit Hilfe des Fährmannes, soferne sie den Obolus entrichten können, den Acheron durchfahren (nach anderer Darstellung die Styx), einen der wichtigsten Flüsse der griechischen Unterwelt. Dieser Fluss mündet in den Acherusischen See, wo die Verstorbenen für ihre Sünden büßen und für ihre guten Taten belohnt würden. Diese Seelen würden nach einer festgelegten Zeitspanne in die Welt der Lebenden zurückgeschickt. Weiterhin solle in „heilbare“ und „unheilbare“ Seelen unterteilt werden und das Ergebnis der Selektion bestimme ihr weiteres Schicksal. Die „Unheilbaren“ seien Seelen, die sich zu Lebzeiten an Heiligtümern vergingen, raubten und mordeten. Sie würden in den Tartaros geworfen und von dort nie wieder emporsteigen dürfen. Die „Heilbaren“ hingegen würden zwar ebenfalls in den Tartaros gestürzt werden, könnten diesen jedoch nach einem Jahr verlassen. Die Mörder unter ihnen würden an den Seiten des Flusses Kokytos herausgeschwemmt werden, einem Nebenfluss der Styx, wo man ihr Wehklagen hören kann, und die anderen, welche sich gegen ihren Vater oder ihre Mutter versündigt haben, würden in den Fluss Pyriphlegethon geworfen, aufdaß der sie an den Acherusischen See treibe. Dort angekommen, müssten sie diejenigen anrufen, welche von ihnen schlecht behandelt worden waren und dahingehend zu beeinflussen suchen, sie in den See einzulassen. Falls ihnen dies nicht gelänge, wären sie gezwungen, die Prozedur bis in alle Ewigkeit zu wiederholen, bis sie der Erfolg endlich erlöst.